# Neodim magnet
Neodim magnet (znan tudi kot NdFeB, NIB ali Neo magnet) je trenutno najmočnejši permanentni (trajni) magnet. Sestavljen je iz zlitine neodima, železa in bora v obliki Nd2Fe14B tetragonalne kristalne strukture. Ti magneti so nadomestili vse druge vrste magnetov v številnih sodobnih izdelkih, ki zahtevajo močne trajne magnete. Ti magneti se najbolj pogosto uporabljajo v notranjosti trdih diskov in so desetkrat močnejši od navadnih keramičnih magnetov.

## Opis, -
Neodim je kovina, ki je feromagnetna, kar pomeni, da jo lahko, tako kot železo, namagnetimo in tako dobimo trajen magnet. Vendar pa je njena Curiejeva temperatura, nad katero preneha biti feromagnetna, že 19 K (−254 °C), zato se v čisti obliki njen magnetizem pojavi le pri izredno nizkih temperaturah. Zato se za magnete uporabljajo zlitine neodima s prehodnimi elementi, npr. železom, ker je njihova Curiejeva temperatura občutno nad sobno. 
Magneti iz neodima so desetkrat močnejši od navadnih keramičnih magnetov. Neodim je najboljši material za ustvarjanje močnega magnetnega polja za večjo občutljivost zvočniških tuljav, večjo odzivnost nizkih tonov in višjo kakovost zvoka.
Magneti NdFeB so zelo občutljivi na korozijo, zato je na površino neodimskih magnetov večinoma nanesena površinska obdelava v obliki niklja. So cenejši, lažji in močnejši od samarij-kobaltovih ali katerihkoli drugih magnetov iz redkih zemelj. Nosijo lahko tudi do 1300-kratnik lastne teže. Večinoma so protikorozijsko zaščiteni z nikljem, cinkom ali plastično maso.

## Zgodovina
Spojino Nd2Fe14B sta skoraj istočasno odkrila leta 1984 General Motors (GM) in Sumitomo Special Metals. GM se je osredotočil na razvoj magnetov iz nanokristalov Nd2Fe14B, Sumitomo pa na sintrane Nd2Fe14B magnete. 

## Proizvodnja
Obstajata dve osnovni metodi proizvajanja neodim magnetov:
- klasična metalurgija,[4]
- hitro strjevanje

Od leta 2012 naprej je letna proizvodnja neodimovih magnetov na Kitajskem kar 50,000 ton. Kitajska proizvede več kot 95 % redkih zemeljskih elementov (REE) in 76 % redkih zemeljskih magnetov v svetovnem merilu.

## Naprave

### Obstoječe magnetne naprave
- Trdi diski
- Elektromotorji